# Pampastangara
Pampastangara (Embernagra platensis) är en fågel i familjen tangaror inom ordningen tättingar.

## Utseende och läte
Pampastangara är en stor finkliknande fågel med lång stjärt och en kraftigt orangegul näbb. Den är mestadels grå på huvud, bröst och hals, med en sotfärgad ögonmask och olivgröna vingar och stjärt. De olika underarterna skiljer sig i färg på rygg (grå eller grön) och undergump (grå eller kanelfärgad). Sången består av ett ljust "pzzt–tcheewe".

## Utbredning och systematik
Pampastangaran förekommer i Sydamerika. Hur många underarter den bör delas in i är omtvistat. eBird/Clements erkänner två med följande utbredning:
- E. p. olivascens – sydöstra Bolivia till sydvästra Paraguay och nordvästra Argentina
- E. p. platensis – östra Paraguay sydöstra Brasilien, Uruguay och centrala Argentina

IOC erkänner ytterligare två underarter, catamarcana i nordvästra Argentina (Catamarca) och gosseu i västcentrala Argentina.

### Familjetillhörighet
Liksom andra finkliknande tangaror placerades denna art tidigare i familjen Emberizidae. Genetiska studier visar dock att den är en del av tangarorna.

## Status
Arten har ett stort utbredningsområde och beståndet anses vara stabilt. Internationella naturvårdsunionen IUCN listar den därför som livskraftig (LC).